# Beautheil-Saints
Beautheil-Saints é uma comuna francesa na região administrativa da Ilha de França, no departamento de Sena e Marne. Estende-se por uma área de 38.41 km². Em 2010 a comuna tinha 2 026 habitantes (densidade: 52,7 hab./km²).
Foi criada em 1 de janeiro de 2019, a partir da fusão das antigas comunas de Saints (sede da comuna) e Beautheil.